# Bảo tàng Siam
Bảo tàng Siam (tiếng Thái: มิวเซียมสยาม) là một bảo tàng khám phá nằm ở đường Sanam Chai, Băng Cốc, Thái Lan. Bảo tàng được thành lập vào năm 2007 trên nền đất của Bộ Thương mại trước đây. Nó được tạo ra để dạy về bản sắc dân tộc và lịch sử của người dân Thái Lan, và mối quan hệ của họ với các nền văn hóa lân cận. Phương châm của bảo tàng là "Chơi + Học = เพลิน" (nghĩa là 'vui vẻ' trong tiếng Thái); thông qua một loạt các triển lãm tương tác, bảo tàng cho thấy sự phát triển của Thái Lan từ xưa đến nay.

## Kiến trúc
Bảo tàng ban đầu được xây dựng như bộ văn phòng của Bộ Thương mại dưới thời Vua Vajiravudh (Rama VI, 1910–1925) trị vì. Mảnh đất trước đây thuộc về hoàng cung nơi từng là nơi ở của một số hoàng tử của Vua Rama III. Tòa nhà được xây dựng theo phong cách Tân cổ điển, được thiết kế bởi kiến trúc sư Mario Tamagno người Ý, phối hợp với kỹ sư E.G. Gollo và kiến trúc sư khác tên Guadrelli, và các yếu tố trang trí bởi Vittorio Novi. Công trình được xây dựng từ năm 1921 đến 1922. Tòa nhà nhận được giải thưởng ASA Architectural Conservation Award vào năm 2006, và đã được đăng ký thành di tích cổ.
Ga Sanam Chai MRT, mở cửa vào năm 2020, nằm đối diện bảo tàng.

## Triển lãm

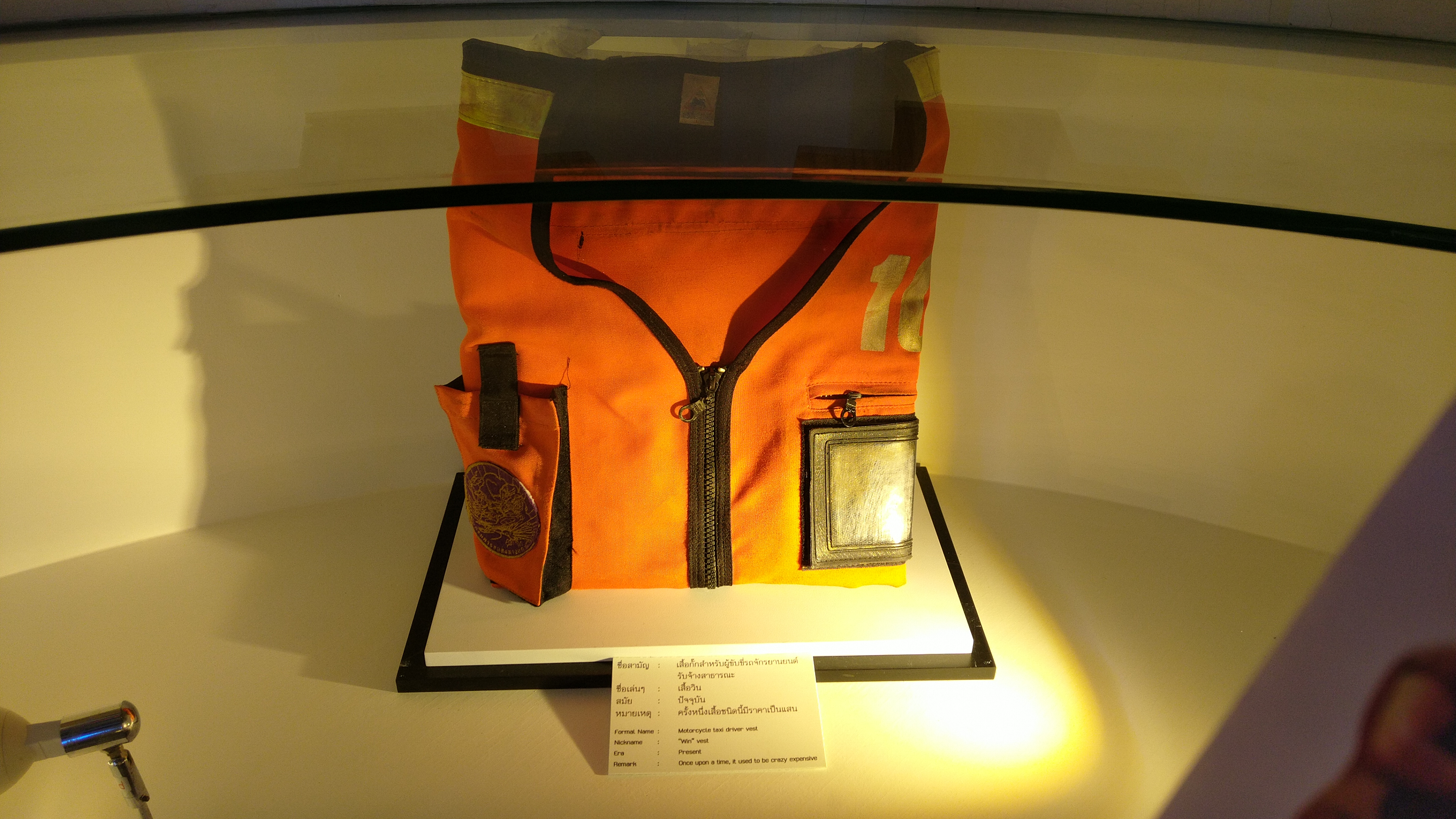
Áo vest thường được mặc phổ biến bởi các tài xế mô tô trưng bày trong bảo tàng

Triển lãm cố định đầu tiên của bảo tàng có tựa đề Tiểu luận về Thái Lan (เรียงความประเทศไทย). Khám phá lịch sử Thái Lan qua nhiều khía cạnh khác nhau.
Mỗi căn phòng của bảo tàng bao gồm một chủ đề khác nhau như 'Thái tiêu biểu', 'Bangkok', 'Ayutthaya Mới', 'Cuộc sống làng quê', 'Thay đổi;, 'Chính trị và Truyền thông', 'Thái Lan và thế giới', 'Thái Lan ngày nay', Thái Lan ngày mai', 'Giới thiệu Suvarnabhumi', 'Suvarnabhumi', 'Phật giáo', 'Thành Lập Ayutthaya', 'Xiêm' và 'Căn phòng chiến tranh'. Ngoài ra còn có phòng bản đồ và một rạp chiếu phim sống động với màn hình dài toàn cảnh để xem phim về lịch sử Thái Lan. The museum also has temporary exhibits and learning activities.
Triển lãm thường trực thứ hai của bảo tàng, tựa đề Giải mã Thái Lan (ถอดรหัสไทย) được phát hành vào năm 2017, và tìm cách giải mã ý nghĩa của Thái Lan. Nó hướng tới giới trẻ và thanh niên nhiều hơn.